# زالکا فیرتل
زالکا فیرتل (انگلیسی: Salka Viertel؛ ۱۵ ژوئن ۱۸۸۹ – ۲۰ اکتبر ۱۹۷۸) هنرپیشه و فیلم‌نامه‌نویس اهل ایالات متحده آمریکا بود. وی بین سال‌های ۱۹۲۹ تا ۱۹۵۹ میلادی فعالیت می‌کرد.